# لواء ذو الفقار
لواء ذو الفقار المدافع عن العتبات المقدسة في العراق والشام هي مجموعة مسلحة إسلامية شيعية عراقية تشكلت في 2013 أثناء الحرب الأهلية السورية.

## التشكيل
تشكل لواء ذو الفقار يوم 5 يونيو 2013، يوم انتصار حزب الله على الثوريين في معركة القصير. أخذت المجموعة اسمها من ذو الفقار، سيف الامام علي بن أبي طالب، تتكون معظمها من مقاتلين عراقيين من لواء اليوم الموعود وعصائب أهل الحق وكتائب حزب الله للقتال في سوريا إلى جانب قوات بشار الأسد.

## انتهاكات
ويُزعم أنه أعدم ثوريين جرحى في منطقة درعا في أكتوبر 2013 ، وزُعم أنه قتل ما بين عشرات و 150 شخصاً في القلمون في مطلع عام 2014.